# Ефаново (Калужская область)
Ефаноново — деревня в Износковском районе Калужской области России. Входит в сельское поселение «Село Износки»
Ефан — библейское имя, Ефановы — древний русский дворянский род.

## География
Рядом — Износки, Черемошня.

## Население
| 2002 | 2010 |
| ---- | ---- |
| 37   | ↘16  |

## История
В 1782-м году пустошь Ефимова.
Здесь в 1938 году родился Волков Борис Михайлович, генерал-лейтенант.